# 東京放送管弦楽団
東京放送管弦楽団（とうきょうほうそうかんげんがくだん）は、日本放送協会(NHK) の放送用専属オーケストラ（放送管弦楽団）である。略称は東管（とうかん）。

## 歴史
1931年7月、コロナ事件で近衛秀麿によって新交響楽団（現在のNHK交響楽団）から解雇された楽員17名を、堀内敬三の斡旋でJOAKが「コロナ室内管弦楽団」として契約する。これが後に「東京放送管弦楽団」と改称された。「コロナ」の名称は、堀内が使っていた「小型で便利」なタイプライターの商標に由来する。なお、堀内自身は「新響という太陽からハミ出たコロナのようなものだから、それに掛けた意味もある」と語っている。（下記参考文献参照）
常設の演奏団体としては1988年に一度解散し、団員は全員が退職した。その名称の商標権をNHK放送センターが所持しているため、退団した者のうち弦楽器を中心とした主要なメンバーにより改めて私設の団体「東京放送管弦楽団」の名称を用いてNHKの番組で演奏を行ってきた。現在の「東管」はその血を引き継いでいる。

## 演奏
演奏は, NHK（ただし、放送センター制作番組に限る）の歌番組における、ポピュラー音楽の歌手の伴奏が主である。現在、番組テロップから確認できる出演状況は下記のとおり。
- NHK紅白歌合戦
- 思い出のメロディー

かつては、テレビ番組のテーマ音楽を演奏したこともある。
- 「朝の連続テレビ小説・あかつき」（1963年放送、作曲：斎藤一郎、合唱：東京放送合唱団）
- 「大きくなる子（小学校低学年道徳番組）」（1959年～1987年放送、作詞：片岡輝、作曲：玉木宏樹、協演：東京室内楽協会、歌：東京放送児童合唱団）

戦前は「国民歌謡」の伴奏なども行った。放送技術（録音、録画など）が現在と比べて未発達だったころは、生放送、生演奏が主だったため、現在と比べて東管の演奏は格段に多かった。戦後は森正を指揮者としてのクラシック・コンサートのシリーズ、ラジオ番組の「土曜コンサート」「食後の音楽」などに他楽団と交代で出演している。教育テレビの音楽授業での楽器紹介や例示演奏にも参加していた。

## 関係者・出身者
- 前田璣
- 久岡幸一郎（創立メンバー）
- 茨木二郎
- 角淳
- 入江順
- 宗知康
- ジミー山本
- 藤田昌徳
- 高橋五郎
- 上杉定
- 池譲
- 吉沢久元
- 岩田一
- 山下梅夫
- 堤清
- 田中東一郎
- 岡村雅雄
- 吉村馨
- 進五郎
- 北爪利世
- 橋田畔
- 斉藤定人
- 藤井武
- 河合三郎
- 佐伯憲二
- 馬屋原朝一
- 岸川鯱雄
- 建部光興
- 大島喜一
- 三上秀俊
- 和田肇
- 山本清一（ジミー山本と同一人物）
- 黒川堪
- 篠静子
- 渡辺順
- 佐藤友吉（創立メンバー）
- 黒柳守綱
- 渡辺暁雄
- 吉成行蔵 （団代表者、NHK放送芸能団理事長、NHK吹奏楽団指揮者を兼ねる）
- 森正（クラシック部門の指揮者）
- 中田一次
- 新井偀宰
- 藤山一郎（常任指揮者）

## その他
- 「東管」結成前は、新交響楽団が「JOAKジャズバンド」などの変名をもちいて、軽音楽を演奏したこともある。
- ポピュラー音楽の演奏が主であるが、クラシックの作品も演奏していたようである。作曲家團伊玖磨は自著「パイプのけむり」にて、恩師山田耕筰みずから東管を指揮し、團の作品をラジオで演奏、紹介してくれたと述べている。
- クラシック演奏の際には、特に森正が指揮することが多く、彼の実質的な指揮者デビューの場となった。しかし、日本交響楽団がNHK交響楽団と改称し、直接にNHKの傘下となるに及んで、東京放送管弦楽団のクラシック演奏団体としての役割は低下し、歌謡曲、ドラマの伴奏などへと重点が移って行った。
- 昭和期の伴奏音楽で、フル・オーケストラよりも小さな編成で演奏される場合は、東管そのものではなく、「アンサンブル・フリージア」「コンセール・レニエ」といった別団体が演奏を担当したが、個々の演奏者には重複する者も多かった。
- 戦後の事情については、首席オーボエ奏者だった吉成行蔵（1923年-2015年、後に武蔵野音楽大学教授、日本オーボエ協会会長など）による回想があり、特に（株）杉原書店発行、雑誌「パイパーズ」1996年10月号での「吉成行蔵・回想の東京放送管弦楽団」（聞き手・成澤良一）に詳しい。なお、吉成行蔵は団の「代表者」、及び各地の管弦楽団、合唱団、劇団を統括する「NHK放送芸能団」の理事長も務めた。

## 関連団体
- NHKオール・スターズ

奥田宗宏がリーダーとなって結成された、ポピュラー音楽（ジャズ）部門の演奏団体
東管と類似の演奏団体は、NHKの各放送局に適宜設置されている。
- NHK札幌放送管弦楽団
- 青森放送室内楽団
- NHK仙台放送管弦楽団
- 名古屋放送管弦楽団
- 大阪放送管弦楽団
- 広島放送管弦楽団
- 松山放送管弦楽団
- 福岡放送管弦楽団
- 九州放送管弦楽団